# Гільда Люксембурзька (велика герцогиня Бадену)
Гільда Люксембурзька або Гільда Нассауська (нім. Hilda von Nassau), повне ім'я Гільда Шарлотта Вільгельміна Нассауська (нім. Hilda Charlotte Wilhelmine von Nassau), 5 листопада 1864 — 8 лютого 1952) — принцеса Люксембургу з династії Нассау, донька великого герцога Люксембургу Адольфа I та принцеси Ангальт-Десау Адельгейди Марії, дружина останнього великого герцога Баденського Фрідріха II.

## Біографія
Гільда з'явилась на світ 5 листопада 1864 року у Бібріху. Вона була п'ятою дитиною та другою донькою, що народилась в родині герцога Нассауського Адольфа та його другої дружини Адельгейди Марії. З усіх дітей лише Гільда та її старший брат Вільгельм досягли повноліття.
У 1866 році відбулася Австро-пруська війна, у якій батько дівчинки виступив на боці імперії. Проте, Австрія зазнала поразки і герцогство Нассау було окуповане. Врешті-решт Адольф зрікся своїх прав на трон, натомість отримавши грошову компенсацію.

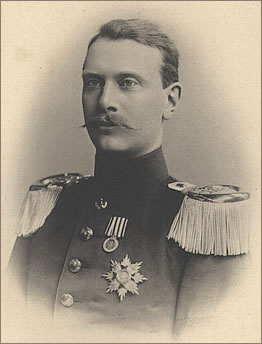
Фрідріх

У 20 років Гільда вийшла заміж за кронпринца Великого герцогства Баденського Фрідріха. Весілля відбулося 20 вересня 1885 року у палаці Гогенбург. Дітей у подружжя не було.
За п'ять років батько Хільди за відсутності нащадків чоловічої статі у свого дального родича Віллєма III, став великим герцогом Люксембургу, а у 1902 передав владу сину Вільгельму.
1907 року Гільда стала великою герцогинею Бадену, оскільки Фрідріх успадкував батьківський престол.
Велику герцогиню характеризували як розумну жінку, із особливою цікавістю до образотворчого мистецтва. Вона залюбки відвідувала майстерні художників, виставки картин та музеї.  
Під час першої світової війни опікувала кілька лікарень, допомагала роботі Червоного хреста.
У 1918 році монархія в Бадені, як і в інших німецьких державах, перестала існувати. Після зречення імператора 11 листопада заворушення почалися і в Карлсруе. Біля палацу зібралася група вояків, за якими рушив людський натовп, пролунало кілька пострілів. У герцогського подружжя в цей час гостювала королева Швеції Вікторія Баденська, сестра Фрідріха. Всі разом вони залишили будівлю і рушили до замку Цвінгенберг. Новий уряд дав їм дозвіл залишитися у замку Лангенштайн, що належав шведському графу Роберту Дугласу. Там Фрідріх і підписав відмову від престолу 22 листопада.
У Лангенштайні вони гостювали до заспокоєння політичної ситуації і вже наступного року подали прохання про можливість виїзду до Майнау. На це їм була відповідь, що герцогське подружжя, як приватні особи і звичайні громадяни, можуть вільно пересуватися по країні та чинити, як їм заманеться. Відтоді пара жила в Майнау. Гільда із своїм легким характером та добрим почуттям гумору справляла гарне враження на оточуючих. Своє подальше життя вона присвятила турботі про хворобливого чоловіка. Він мав проблеми із зором, їздив на лікування до Баден-Бадену та Баденвайлеру, де і помер у серпні 1928 року.
Після смерті Фрідріха Гільда самотньо жила у своєму будинку у Фрайбурзі. Під час бомбардування 1944 року більша частина дому була зруйнована, і Гільда переїхала до Баденвайлеру. Остання велика герцогиня пішла з життя 8 лютого 1952 року у віці 87 років. Церемонія прощання проходила у місцевій євангелічній церкві. Разом з представниками королівських родів та шляхти була присутня велика кількість простих людей. Останній притулок тіло герцогині знайшло у мавзолеї великих герцогів у Карлсруе.